# Юминкеко
«Юминкеко» (фин. Juminkeko) — фонд и информационно-культурный центр, со штаб-квартирой в городе Кухмо, в Финляндии.

### Деятельность
В его задачи входит:
- сохранение относящихся к эпосу «Калевала» культурных традиций.
- культурный обмен между Республикой Карелия и Финляндией.
- организация выставок и различных мероприятий не только в «Юминкеко», но и в Финляндии и Карелии. Визиты писателей, гастроли фольклорных коллективов и оркестра — обычные будни фонда.

Кроме того, мероприятия включают в себя публикацию, сбор и архивирование традиций, а также возрождение поэтических деревень  Беломорской Карелии.
«Юминкеко» также работает как национальный детский культурный центр в области традиционной культуры.
Фонд «Юминкеко» организует исследовательские экспедиции на территории Республики Карелия с различными представителями традиционной культуры и её исследователями. Партнёрами являются «Архив народной поэзии» при Обществе финской литературы , общество «Калевала», а также с российской стороны Институт языка, литературы и истории Карельского научного центра РАН.
Для своей основной деятельности фонд «Юминкеко» получает поддержку от Министерства образования и культуры Финляндии. Другая часть средств для работы фонда приходит из различных проектов, как например, проектов Евросоюза, проектов сотрудничества с соседними областями, проектов, финансируемых Финским фондом культуры и так далее.

### Возрождение поэтических деревень
Возрождение поэтических деревень Беломорской Карелии. С начала 1990 года фонд «Юминкеко», уже в течение 25 лет, совместно с Фондом Архиппы Перттунена в Республике Карелия реализует проект по возрождению поэтических деревень Беломорской Карелии. Целью проекта является сохранение культуры Беломорской Карелии. Проект возрождения поэтических деревень Беломорской Карелии был утверждён ЮНЕСКО. В 1993 году и вошёл в состав десятилетней программы культуры мира.
Среди деревень, получившей поддержку через проект, была деревня Панозеро. Это деревня была отмечена Всемирной организацией памятников как одно из 100 наиболее подверженных опасности культурных наследий в мире за период 1996—2001 гг.
В 2005 году деревня Панозеро была награждена медалью Europa Nostra, которая является европейской наградой 1 категории за «сохранение культурного наследия».

### Публикации
Фонд «Юминкеко» публикует книги, компакт-диски и мультимедийные программы.
Публикации фонда в основном связаны с эпосом «Калевала» и карельской культурой. В сотрудничестве с Министерством национальной политики Республики Карелия фонд публикует серию классических произведений литературы Карелии. Различные версии эпоса «Калевала» были опубликованы с оригинальным текстом и русским переводом на одной и той же странице. Кроме того, издательская деятельность включает книги, направленные для детей, и произведения, связанные с культурной историей эпоса «Калевала».
Фонд также имеет совместные публикации с другими издательствами, такими как Общество финской литературы и Arktinen Banaani. Серия книг была издана Фондом Архиппы Перттунена в Республике Карелия, состоящий из текстов местных авторов, часто уже потерянных в их родных деревнях Беломорской Карелии.
Издательская деятельность также включает в себя производство различных мультимедийных программ. В зрительном зале кинотеатра «Юминкеко» есть возможность посмотреть мультимедийные цифровые программы, а в фойе представлена коллекция «Юминкеко» эпоса «Калевала» в формате мультимедийной программы. "Юминкеко"также опубликовал расширенную целостную версию веб-сайта.
Из звукового архива выпускается материал на CD дисках, например, серия «Певцы народа Беломорской Карелии». Записи на CD дисках также были сделаны и для детей.

## Здание культурного центра
Фонд располагается в одноимённом здании, представляющим собой памятник новой финской архитектуры и спроектированный всемирно известными финскими архитекторами Микко Хейккиненом и Маркку Комоненом.
Строительство было завершено к 150-летнему юбилею эпоса «Новая Калевала» в 1999 году. Заказчик — Министерство образования и культуры Финляндии.
Здание «Юминкеко» окружено 24 столбами из брёвен, которые поддерживают торфяную крышу на балках. На крыше растёт вереск. Наружные стены дома с деревянными решётками обработаны смесью смолы и льняного масла. Брёвна стен аудитории выструганы вручную. Лестница у главного входа и полы в холле и на открытой террасе составлены из вертикальных деревянных столбцов.

## Что значит «юминкеко»?
Слово «юминкеко» пришло к нам издалека, из древней финской и карельской мифологии. «Обойдёшь солнце, обойдёшь луну, но мимо юминкеко не пройдёшь» — таинственно и без объяснений говорится в народной поэзии.
Наряду с сампо, слово «юминкеко» является одной из нерешённых и поэтому постоянно интригующих загадок. В разное время как варианты ответов на загадку слова «юминкеко» предлагались следующие понятия: столп мира, древо жизни, «Полярная звезда», «Большая Медведица» и небесная опора. Как варианты разгадки рассматривались также тень и человеческая голова с глазами. Однако загадка всё же остаётся не разрешённой до конца — и в этом её привлекательность.
Загадка, нашедшая своё отражение в здании «Юминкеко», продолжает свою жизнь, всё больше погружаясь в тайны финских и карельских легенд. Одновременно с этим фонд использует современные средства для своей деятельности.